# ایلیزا سوری
ایلیزا سِـوِری (ایتالیایی: Elisa Severi؛ ۶ آوریل ۱۸۷۲ – ۲۶ اوت ۱۹۳۰) بازیگر اهل پادشاهی ایتالیا بود.
از فیلم‌هایی که وی در آن‌ها نقش داشته‌است، می‌توان به رهایی و در لباس دلقک اشاره نمود.